# فارادی (ویرجینیای غربی)
فارادی (به انگلیسی: Faraday) یک منطقهٔ مسکونی در ایالات متحده آمریکا است که در شهرستان مک‌داول، ویرجینیای غربی واقع شده‌است.